# イオンタウン伊賀上野
イオンタウン伊賀上野 (イオンタウンいがうえの) は、三重県伊賀市四十九町にあるオープンモール形式のコミュニティ型ショッピングセンターである。

## 歴史
- 2014年（平成26年）8月1日 - 開業[1]。
- 2021年（令和3年）9月22日 - 当ショッピングセンターの出入口付近にスターバックスコーヒーの店舗が開店する[2]。伊賀地方への出店は当店が初めて[2]。
- 2022年（令和4年）
  - 9月20日 - トップ（カーリース専門店）が閉店する[3]。
  - 9月25日 - エルパス（靴屋）とイエローハットが閉店する[4][5]。
  - 9月30日 - セリアが閉店する[6]。
- 2023年（令和5年）
  - 2月23日 - ダイソーが開店する[7]。
  - 4月7日 - 無印良品が開店する[8][9]。伊賀地区への出店は当店が初めて[8]。
  - 11月22日 - ケンタッキーフライドチキンが開店する。伊賀市では、2012年閉店以来、11年ぶりの再出店となる。

## テナント
核店舗は当ショッピングセンターの一番奥まった、東側中央棟にあるマックスバリュ上野店であり、その南側にビッグモーターイオンタウン伊賀上野店がある。
北側と中央部には雑貨店・サービス系の各テナント・衣料品店・軽食店などの専門店が入居し、当ショッピングセンターの出入口付近にスターバックスコーヒーの店舗を設けている。

### 主なテナント

#### 核店舗
- マックスバリュ上野店

#### 専門店
最新のテナント情報は公式サイトを参照。

##### 現在
- ココカラファイン
- ダイソー
- ビッグモーター
- 無印良品
- わたせい
- アクトス
- auショップ
- ヘアーズゲート - 美容室
- スターバックスコーヒー
- びっくりドンキー
- ケンタッキーフライドチキン

##### 過去
- トップ - カーリース専門店
- セリア
- イエローハット
- エルパス - 靴屋

## アクセス
鉄道

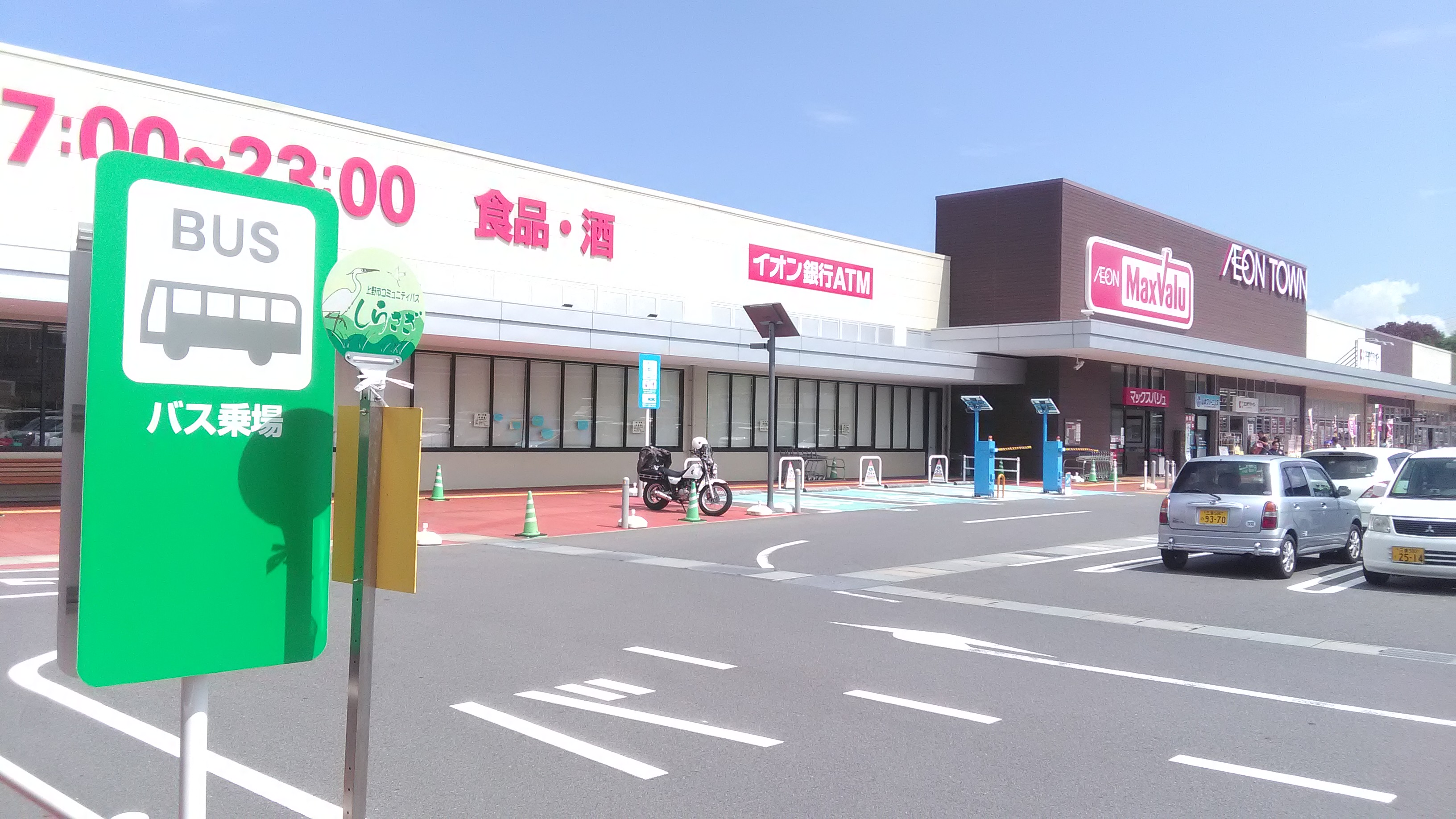
「イオンタウン伊賀上野」停留所（2017年8月）

- 伊賀鉄道伊賀線四十九駅下車、徒歩3分[11]。  - ※2019年（令和元年）に同駅のネーミングライツ（命名権）契約締結を公表し[注 1][12]、同駅の副駅名に当施設の名称（イオンタウン伊賀上野前）が付いた[13]。

バス
- 上野コミュニティバス「イオンタウン伊賀上野」停留所下車、徒歩すぐ。  - ※近隣には三重交通（路線バス）の「市民病院下」停留所と「本郷口」停留所がある。

自動車
- 名阪国道上野東IC下車、国道422号（青山街道）を南（青山方面）へ約3分。  - （駐車場：459台収容[11]）

## 周辺
- 三重県伊賀警察署
- 伊賀市立上野総合市民病院
- 国道422号（青山街道）